# Doina Descalui
Doina Descalui (* 4. Januar 2000 in Chișinău) ist eine moldauische Rennrodlerin.
Doina Descalui war zunächst sieben Jahre lang aktive Tanzsportlerin in den Bereichen Standard- und Lateinamerikanische Tänze. Sie begann Mitte 2016 mit dem Rodelsport. Ihr Trainer ist der dreifache Olympiateilnehmer Bogdan Macovei.

## Juniorin
Descalui bestritt ihre ersten internationalen Rennen in der Saison 2016/17 im Rahmen des Weltcups der A-Jugend. Die Rennen vor dem Jahreswechsel in Calgary bestritt sie noch nicht, erst mit dem Rennen in Igls stieg sie in die Rennserie ein und wurde ebenso wie im folgenden Rennen in Oberhof 21. Im weiteren Saisonverlauf verbesserte sie ihre Ergebnisse von einem 17. Rang in Altenberg bis auf Platz 15 in Winterberg. Mit 90 Punkten wurde sie 19. der Gesamtwertung. In der Saison 2017/18 folgten keine weiteren internationalen Einsätze.
Erst in der Saison 2018/19 trat Descalui wieder international, nun bei den Juniorinnen, an. Erneut konnte sie nicht bei den Rennen in Nordamerika, in Park City und Calgary starten. Erst für den Auftakt der zweiten Saisonhälfte in St. Moritz war sie wieder gemeldet, startete aber nicht. Letztlich bestritt Descalui nur die beiden letzten Saisonrennen in Winterberg und Oberhof, bei denen sie 30. und 21. wurde. Es waren jeweils die letzten Plätze der platzierten Athletinnen. In Winterberg kam sie neben Mirza Nikolajev sowie dem Doppelsitzer aus Ion Siscanu und Marius Goncear im Mannschaftswettbewerb zum Einsatz. Nach einem schweren Patzer brachte sie Moldawien aussichtslos auf den letzten Rang, auch der männliche Einsitzer für die schwächste Zeit. Nachdem das Doppel gestürzt war, kam das Team letztlich nicht in die Wertung. Mit 31 Punkten wurde Descalui 32. der Gesamtwertung. Höhepunkt der Saison waren die Juniorenweltmeisterschaften 2019 in Igls, bei denen sie 46. Platz belegte.

## Erste Einsätze bei den Frauen

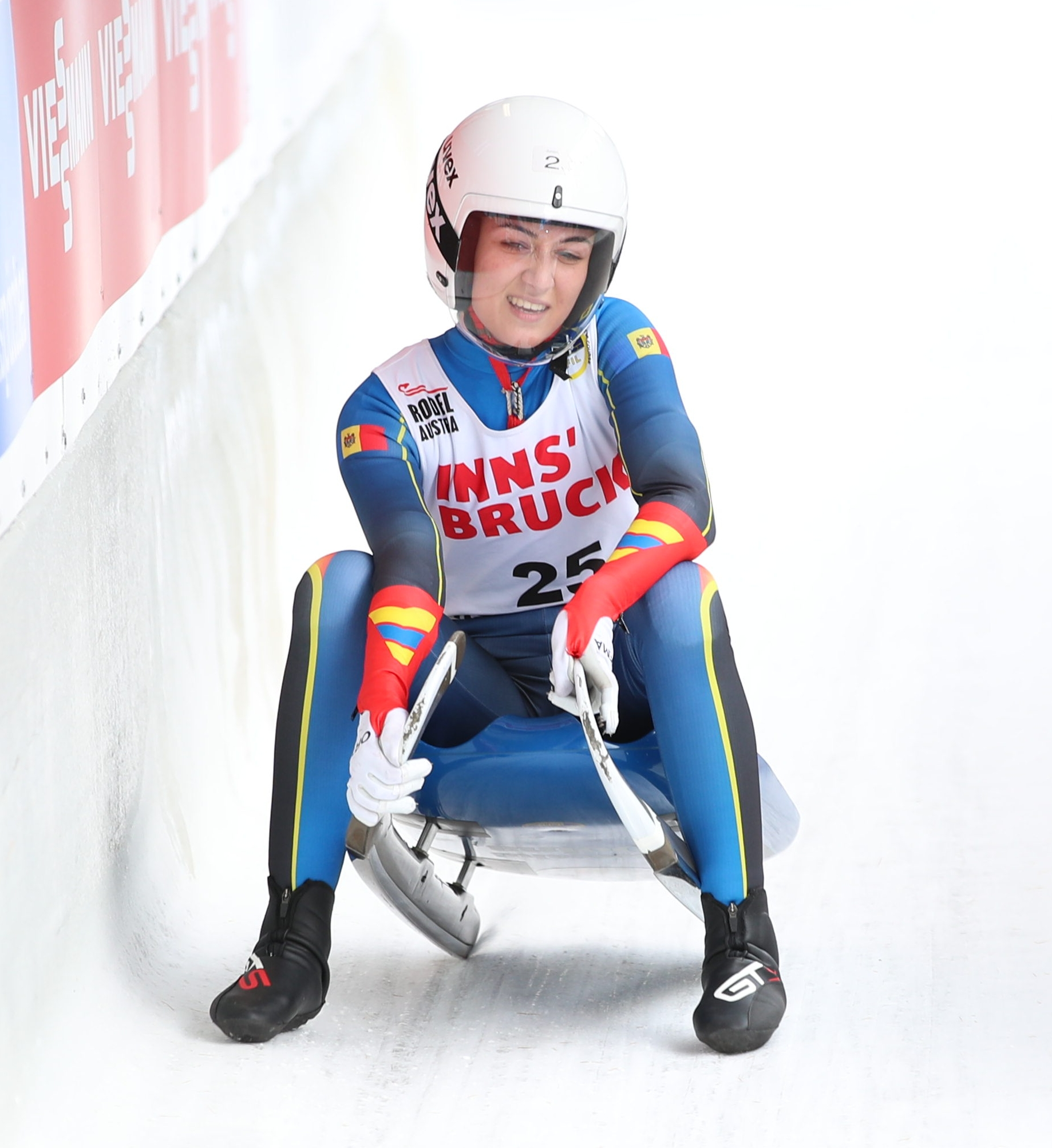
Descalui im Ziel bei ihrem ersten Nationencup-Rennen im November 2019

Zum Auftakt der Saison 2019/20 kam Descalui zu ihrem ersten Einsatz bei den Frauen im Weltcup, beziehungsweise dem zum Weltcup gehörenden vorgeschobenen Qualifikationsrennen, dem Nationencup, und fuhr dort auf den 37. Platz, womit sie eine Qualifikation für das Hauptrennen deutlich verpasste. Nach diesen Rennen dauerte es drei Monate, bis sie erneut internationale Rennen bestreiten konnte. In Oberhof nahm sie an ihren zweiten Juniorenweltmeisterschaften teil und fuhr auf den 34. Platz. Zudem startete sie mit Iulian Oprea und dem Doppel Adriana Adam und Aliona Busuioc im Mannschaftswettbewerb und wurde 12. Zum Saisonfinale am Königssee kam Descalui zu ihrem zweiten Einsatz im Nationencup. Als 20. des Rennens verpasste sie dieses Mal das Hauptrennen nur noch um vier Ränge und ließ dabei unter anderem die Olympiateilnehmerin Daria Obratov hinter sich. Mit 25 Punkten war sie 50. der Gesamtwertung des Nationencups sowie mit zehn Punkten gemeinsam mit Danielle Louise Scott 49. der Weltcup-Gesamtwertung.
Zum Auftakt in die durch die COVID-19-Pandemie eingeschränkte Saison 2020/21 startete Descalui in Igls wieder im Weltcup, verpasste jedoch als 28. und Letzte des Nationencup-Rennens deutlich das Weltcup-Rennen. Beim nächsten Nationencup in Altenberg wurde sie 17. und schaffte damit zum ersten Mal den Sprung in ein Weltcup-Rennen. Es blieb jedoch die einzige Qualifikation der Saison. In Oberhof I verpasste sie den Sprung ins Weltcup-Rennen knapp, danach schwächten sich die Leistungen ab. Die Europameisterschaftswertung 2021 beendete sie auf Platz 28, was Platz 15 der U23-Wertung mit sich brachte. Bei den Weltmeisterschaften 2021 am Königssee verpasste sie erwartungsgemäß die Qualifikation nach einem schweren Fahrfehler auf der langen Gerade der Kunsteisbahn Königssee deutlich, im Rennen in der klassischen Disziplin belegte sie Rang 41 sowie Platz 22 der U23-Wertung. In der Gesamtweltcupwertung wurde Descalui mit 49 Punkten 40., den Nationencup beendete sie mit 146 Punkten als 28.

## Statistik

### Ergebnisse bei Meisterschaften
| Jahr | Olympische Spiele | Weltmeisterschaften | Europameisterschaften | U-23-Weltmeisterschaften | U-23-Europameisterschaften | Junioren-Weltmeisterschaften | Junioren-Europameisterschaften |
| ---- | ----------------- | ------------------- | --------------------- | ------------------------ | -------------------------- | ---------------------------- | ------------------------------ |
| 2017 | 0/                | 0–                  | 0–                    | 0–                       | 0–                         | 0–                           | 0–                             |
| 2018 | 0–                | 0/                  | 0–                    | 0/                       | 0–                         | 0–                           | 0–                             |
| 2019 | 0/                | 0–                  | 0–                    | 0–                       | 0–                         | 46.                          | 0–                             |
| 2020 | 0/                | 0–                  | 0–                    | 0–                       | 0–                         | 34./12.                      | 0–                             |
| 2020 | 0/                | 41.                 | 28.                   | 22.                      | 15.                        | 0/                           | 0/                             |

### Platzierungen in Gesamtwertungen
| Saison  | Weltcup | WC-Punkte | Sprintweltcup | NC-Nationencup | Punkte | Juniorinnen-Weltcup | JWC-Punkte | Jugend-A-Weltcup | JAWC-Punkte |
| ------- | ------- | --------- | ------------- | -------------- | ------ | ------------------- | ---------- | ---------------- | ----------- |
| 2016/17 | 0–      | 0–        | 0–            | 0–             | 0–     | 0–                  | 0–         | 19.              | 90          |
| 2017/18 | 0–      | 0–        | 0–            | 0–             | 0–     | 0–                  | 0–         | 0–               | 0–          |
| 2018/19 | 0–      | 0–        | 0–            | 0–             | 0–     | 32.                 | 31         | 0/               | 0/          |
| 2019/20 | 49.     | 10        | 0–            | 50.            | 25     | 0/                  | 0/         | 0/               | 0/          |
| 2020/21 | 40.     | 49        | 0–            | 28.            | 146    | 0/                  | 0/         | 0/               | 0/          |